# Daltonia sphaerica
Daltonia sphaerica är en bladmossart som beskrevs av Bescherelle 1898. Daltonia sphaerica ingår i släktet Daltonia och familjen Daltoniaceae. Inga underarter finns listade i Catalogue of Life.